# Trust Houses
Trust Houses Ltd. war eine eingetragene Gesellschaft, die als Dachorganisation Lizenz-Standards für das Gastgewerbe in Großbritannien festgelegt und überwacht hat. 1970 wurde das Unternehmen zu „Trust Houses Forte“ oder kurz „THF“, ab 1979 die börsennotierte Forte Group.

## Hintergrund
Genreliteratur aus vorviktorianischer Zeit wie beispielsweise Tobias Smolletts The Adventures of Roderick Random von 1748 legen über die Zustände im Gastgewerbe beredt Zeugnis ab. Der Grundgedanke zur Aufwertung der Hotelstandards war die Annahme, die aus der Praxis hervorging, dass in einem sauberen und gut geführten Pub Trunkenheit und Übergriffe unwahrscheinlicher wären als in einem schlechtgeführten Gasthaus. Trotzdem galt diese Standardisierung als Pionierleistung in einem neuen Geschäftszweig mit zunächst ungeschultem Personal, noch zudem in einer Zeit, die seit 1840 eine Reihe von Gesetzen zur Bekämpfung des Alkoholmissbrauchs zu verdauen hatte: 1840 Beerhouse Act, 1842 Roasted Malt for Colouring Beer Act, 1848 Sale of Beer, etc. on Sunday Act und 1854 Sale of Beer. 1859 wurden die Prohibitionsgesetze vom House of Commons erneut mit großer Mehrheit bestätigt. Die Genehmigungsbehörden sahen die Gründung einer Gesellschaft, die das Gastgewerbe zu heben versuchte, also mit großem Misstrauen und die Kritiker mutmaßten Philanthropie als Leitgedanken, während die Gründer selbst versuchten, einen Mittelweg zu gehen, der auf ein Arrangieren mit allen Beteiligten hinauslief. Entsprechend turbulent waren die Anfangsjahre der Gesellschaften, die mit ihrem gemeinsamen Bestreben alle Vorläufer der Trust Houses waren.
Der Gesellschaftsvertrag beschränkte die jährliche Dividende auf 7 Prozent. Ferner bekamen die angestellten Manager Provisionen auf alle Verkäufe außer auf Alkohol.

## Geschichte
Als erste Gesellschaft dieser Art zählt die People’s Refreshment House Association Ltd., deren Gründung auf das Jahr 1896 fällt. Trust Houses Limited wurde im Januar 1903 gegründet und ging aus einer der grafschaftlichen Public House Trust Companies hervor, nämlich der aus Hertfordshire. Als Ursprung gilt Waggons and Horses in der Ortschaft Potters Bar, das zur damaligen Zeit als vorbildlich galt. 1906 kam Essex hinzu, im Jahr darauf Middlesex. 1910 firmierte man in Home Counties Public House Trust Co. Ltd. um. In dieser Dekade kamen noch die Grafschaften Norfolk, Sussex, Kent, Nottingham und der Osten Schottlands hinzu. 1919 wurde der Name in Trust Houses geändert, so, wie er dann über 50 Jahre bleiben sollte und implizierte, dass es keine territoriale Beschränkung gab. 1948 wurden weitere 16 Häuser der Gesellschaft der Grafschaft Surrey aufgenommen.
Die Zeit nach dem Ersten Weltkrieg bis einschließlich 1945 war die schwierigste in der Geschichte der Gesellschaft. Zunächst traf sie die Weltwirtschaftskrise. Dann kamen bei sich beruhigender Lage Mitte der 1930er Jahre die von der Regierung angeordneten Truppenbelegungen in den Häusern hinzu. Schließlich beschädigten Fliegerangriffe während des Zweiten Weltkriegs massiv etliche Häuser bis hin zu vier Totalverlusten im Kriegsverlauf.
Die Bezeichnung Trust House wird 1954 selbstkritisch als „vielleicht unglücklich“ bezeichnet.:S. 6 Trust (Konzern) impliziere einerseits ein monopolistisches Unternehmen, auf der anderen Seite hätte der Begriff einen institutionellen Geruch. Man berufe sich jedoch auf diese traditionelle Bezeichnung, weil die Öffentlichkeit mit einem „Gemeinwohlgedanken“ der Institution „vertrauen“ (trust) könne.